# Boarmia leptoptera
Boarmia leptoptera är en fjärilsart som beskrevs av Alphéraky 1897. Boarmia leptoptera ingår i släktet Boarmia och familjen mätare. Inga underarter finns listade i Catalogue of Life.